# ATP-toernooi van Los Angeles
Het ATP-toernooi van Los Angeles was een jaarlijks terugkerend tennistoernooi volgens het knock-outsysteem voor mannen dat werd georganiseerd onder auspiciën van het ATP in het Amerikaanse Los Angeles. Het toernooi werd gespeeld in het Los Angeles Tennis Center, waar in 1984 ook de Olympische Spelen zijn gehouden.
De Nederlander Richard Krajicek heeft het toernooi twee keer gewonnen, in 1992 en 1993. Ook in 1996 stond hij in de finale, maar deze verloor hij.
Na het laatste editie van 2012 werd de licentie doorverkocht aan het ATP-toernooi van Bogota.

## Finales

### Enkelspel
| Datum             | Naam                          | Categorie    | ($)       | Ondergrond        | Winnaar               | Verliezend finalist | Uitslag                   |         |
| ----------------- | ----------------------------- | ------------ | --------- | ----------------- | --------------------- | ------------------- | ------------------------- | ------- |
| 29-07-2012        | Farmers Classic               | ATP 250      | $ 557.550 | Hardcourt, buiten | Sam Querrey (3)       | Ričardas Berankis   | 6-0, 6-2                  | Details |
| 31-07-2011        | Farmers Classic               | ATP 250      | $ 619.500 | Hardcourt, buiten | Ernests Gulbis        | Mardy Fish          | 5-7, 6-4, 6-4             | Details |
| 01-08-2010        | Farmers Classic               | ATP 250      | $ 619.500 | Hardcourt, buiten | Sam Querrey (2)       | Andy Murray         | 5-7, 7-6(2), 6-3          | Details |
| 27-07-2009        | LA Tennis Open                | ATP 250      | $ 550.000 | Hardcourt, buiten | Sam Querrey (1)       | Carsten Ball        | 6-4, 3-6, 6-1             | Details |
| 04-08-2008        | LA Tennis Open                | Int. Series  | $ 450.000 | Hardcourt, buiten | Juan Martín del Potro | Andy Roddick        | 6-1, 7-6                  | Details |
| 16-07-2007        | Countrywide Classic           | Int. Series  | $ 500.000 | Hardcourt, buiten | Radek Štěpánek        | James Blake         | 7-6, 5-7, 6-2             | Details |
| 24-07-2006        | Countrywide Classic           | Int. Series  | $ 475.000 | Hardcourt, buiten | Tommy Haas (2)        | Dmitri Toersoenov   | 4-6, 7-5, 6-3             | Details |
| 25-07-2005        | Mercedes-Benz Cup             | Int. Series  | $ 355.000 | Hardcourt, buiten | Andre Agassi (4)      | Gilles Müller       | 6-4, 7-5                  | Details |
| 12-07-2004        | Mercedes-Benz Cup             | Int. Series  | $ 355.000 | Hardcourt, buiten | Tommy Haas (1)        | Nicolas Kiefer      | 7-6, 6-4                  | Details |
| 28-07-2003        | Mercedes-Benz Cup             | Int. Series  | $ 355.000 | Hardcourt, buiten | Wayne Ferreira        | Lleyton Hewitt      | 6-3, 4-6, 7-5             | Details |
| 22-07-2002        | Mercedes-Benz Cup             | Int. Series  | $ 375.000 | Hardcourt, buiten | Andre Agassi (3)      | Jan-Michael Gambill | 6-2, 6-4                  | Details |
| 23-07-2001        | Mercedes-Benz Cup             | Int. Series  | $ 375.000 | Hardcourt, buiten | Andre Agassi (2)      | Pete Sampras        | 6-4, 6-2                  | Details |
| 24-07-2000        | Mercedes-Benz Cup             | Int. Series  | $ 350.000 | Hardcourt, buiten | Michael Chang (2)     | Jan-Michael Gambill | 6-7, 6-3, opgave          | Details |
| 26-07-1999        | Mercedes-Benz Cup             | Int. Series  | $ 325.000 | Hardcourt, buiten | Pete Sampras (2)      | Andre Agassi        | 7-6, 7-6                  | Details |
| 27-07-1998        | Mercedes-Benz Cup             | Int. Series  | $ 315.000 | Hardcourt, buiten | Andre Agassi (1)      | Tim Henman          | 6-4, 6-4                  | Details |
| 21-07-1997        | Infiniti Open                 | World Series | $ 303.000 | Hardcourt, buiten | Jim Courier           | Thomas Enqvist      | 6-4, 6-4                  | Details |
| 29-07-1996        | Infiniti Open                 | World Series | $ 303.000 | Hardcourt, buiten | Michael Chang (1)     | Richard Krajicek    | 6-4, 6-3                  | Details |
| 31-07-1995        | Infiniti Open                 | World Series | $ 303.000 | Hardcourt, buiten | Michael Stich         | Thomas Enqvist      | 6-7, 7-6, 6-2             | Details |
| 01-08-1994        | Los Angeles Open              | World Series | $ 288.750 | Hardcourt, buiten | Boris Becker          | Mark Woodforde      | 6-2, 6-2                  | Details |
| 02-08-1993        | Volvo Tennis                  | World Series | $ 275.000 | Hardcourt, buiten | Richard Krajicek (2)  | Michael Chang       | 0-6, 7-6, 7-6             | Details |
| 03-08-1992        | Volvo Tennis                  | World Series | $ 235.000 | Hardcourt, buiten | Richard Krajicek (1)  | Mark Woodforde      | 6-4, 2-6, 6-4             | Details |
| 29-07-1991        | Volvo Tennis                  | World Series | $ 225.000 | Hardcourt, buiten | Pete Sampras (1)      | Brad Gilbert        | 6-2, 6-7, 6-3             | Details |
| 30-07-1990        | Volvo Tennis                  | World Series | $ 225.000 | Hardcourt, buiten | Stefan Edberg         | Michael Chang       | 7-6, 2-6, 7-6             | Details |
| 18-09-1989        | Volvo Tennis                  |              | $ 297.500 | Hardcourt, buiten | Aaron Krickstein      | Michael Chang       | 2-6, 6-4, 6-2             |         |
| 19-09-1988        | Volvo Tennis                  |              | $ 297.500 | Hardcourt, buiten | Mikael Pernfors       | Andre Agassi        | 6-2, 7-5                  |         |
| 21-09-1987        | Volvo Tennis                  |              | $ 250.000 | Hardcourt, buiten | David Pate            | Stefan Edberg       | 6-4, 6-4                  |         |
| 15-09-1986        | Volvo Tennis                  |              | $ 250.000 | Hardcourt, buiten | John McEnroe (2)      | Stefan Edberg       | 6-2, 6-3                  |         |
| 16-09-1985        | Volvo Tennis                  |              | $ 250.000 | Hardcourt, buiten | Paul Annacone         | Stefan Edberg       | 7-6, 6-7, 7-6             |         |
| 10-09-1984        | Pacific Southwest Tennis Open |              | $ 200.000 | Hardcourt, buiten | Jimmy Connors (4)     | Eliot Teltscher     | 6-4, 4-6, 6-4             |         |
| 11-04-1983        | Pacific Southwest Tennis Open |              | $ 200.000 | Hardcourt, buiten | Gene Mayer (2)        | Johan Kriek         | 7-6, 6-1                  |         |
| 12-04-1982        | Pacific Southwest Tennis Open |              | $ 200.000 | Hardcourt, buiten | Jimmy Connors (3)     | Mel Purcell         | 6-2, 6-1                  |         |
| 13-04-1981        | Jack Kramer Tennis Open       |              | $ 75.000  | Hardcourt, buiten | John McEnroe (1)      | Sandy Mayer         | 6-7, 6-3, 6-3             |         |
| 14-04-1980        | Pacific Southwest Tournament  |              | $ 175.000 | Hardcourt, buiten | Gene Mayer (1)        | Brian Teacher       | 6-3, 6-2                  |         |
| 17-09-1979        | Pacific Southwest Tournament  |              | $ 175.000 | Hardcourt, indoor | Peter Fleming         | John McEnroe        |                           |         |
| 18-09-1978        | Pacific Southwest Tournament  |              | $ 200.000 | Hardcourt, indoor | Arthur Ashe (3)       | Brian Gottfried     | 7-6, 7-6                  |         |
| 28-03-1977        | Pacific Southwest Tournament  |              | $ 150.000 | Hardcourt, indoor | Stan Smith (2)        | Brian Gottfried     | 6-4, 2-6, 6-3             |         |
| 20-09-1976        | Pacific Southwest Tournament  |              | $ 125.000 | Hardcourt, indoor | Brian Gottfried       | Arthur Ashe         | 6-2, 6-2                  |         |
| 15-09-1975        | Pacific Southwest Tournament  |              | $ 100.000 | Hardcourt, indoor | Arthur Ashe (2)       | Roscoe Tanner       | 3-6, 7-5, 6-3             |         |
| 16-09-1974        | Pacific Southwest Tournament  |              | $ 100.000 | Hardcourt, buiten | Jimmy Connors (2)     | Harold Solomon      | 6-3, 6-1                  |         |
| 17-09-1973        | Pacific Southwest Tournament  |              | $ 75.000  | Hardcourt, buiten | Jimmy Connors (1)     | Tom Okker           | 7-5, 7-6                  |         |
| 14-02-1972        | Pacific Southwest Tournament  |              | $ 60.000  | Hardcourt, buiten | Stan Smith (1)        | Roscoe Tanner       | 6-4, 6-4                  |         |
| 20-09-1971        | Pacific Southwest Tournament  |              | $ 55.000  | Hardcourt, buiten | Pancho Gonzales (3)   | Jimmy Connors       | 3-6, 6-3, 6-3             |         |
| 21-09-1970        | Pacific Southwest Tournament  |              | $ 58.000  | Hardcourt, buiten | Rod Laver (2)         | John Newcombe       | 4-6, 6-4, 7-6             |         |
| 22-09-1969        | Pacific Southwest Tournament  |              | $ 25.000  | Hardcourt, buiten | Pancho Gonzales (2)   | Cliff Richey        | 6-0, 7-5                  |         |
| 16-09-1968        | Pacific Southwest Tournament  |              | $ 20.000  | Hardcourt, buiten | Rod Laver (1)         | Ken Rosewall        | 4-6, 6-0, 6-0             |         |
| ↑ open tijdperk ↑ |                               |              |           |                   |                       |                     |                           |         |
| 18-09-1967        | Pacific Southwest Tournament  |              |           | Hardcourt, buiten | Roy Emerson (4)       | Marty Riessen       | 12-14, 6-3, 6-4           |         |
| 19-09-1966        | Pacific Southwest Tournament  |              |           | Hardcourt, buiten | Allen Fox             | Roy Emerson         | 6-3, 6-3                  |         |
| 20-09-1965        | Pacific Southwest Tournament  |              |           | Hardcourt, buiten | Dennis Ralston        | Arthur Ashe         | 6-4, 6-3                  |         |
| 28-09-1964        | Pacific Southwest Tournament  |              |           | Hardcourt, buiten | Roy Emerson (3)       | Dennis Ralston      | 6-3, 6-3                  |         |
| 16-09-1963        | Pacific Southwest Tournament  |              |           | Hardcourt, buiten | Arthur Ashe (1)       | Whitney Reed        | 2-6, 9-7, 6-2             |         |
| 17-09-1962        | Pacific Southwest Tournament  |              |           | Hardcourt, buiten | Roy Emerson (2)       | Rod Laver           | 16-14, 6-3                |         |
| 18-09-1961        | Pacific Southwest Tournament  |              |           | Hardcourt, buiten | Jon Douglas           | Roy Emerson         | 6-2, 1-6, 6-4             |         |
| 19-09-1960        | Pacific Southwest Tournament  |              |           | Hardcourt, buiten | Barry MacKay          | Earl Buchholz       | 5-7, 6-4, 6-4, 3-6, 6-3   |         |
| 21-09-1959        | Pacific Southwest Tournament  |              |           | Hardcourt, buiten | Roy Emerson (1)       | Ramanathan Krishnan | 6-3, 4-6, 6-0, 6-4        |         |
| 15-09-1958        | Pacific Southwest Tournament  |              |           | Hardcourt, buiten | Ham Richardson        | Alex Olmedo         | 7-5, 6-2, 4-6, 9-7        |         |
| 16-09-1957        | Pacific Southwest Tournament  |              |           | Hardcourt, buiten | Vic Seixas (3)        | Gilbert Shea        | 9-7, 6-3, 6-4             |         |
| 17-09-1956        | Pacific Southwest Tournament  |              |           | Hardcourt, buiten | Herbert Flam          | Ken Rosewall        | 4-6, 6-1, 5-7, 6-3, 7-5   |         |
| 19-09-1955        | Pacific Southwest Tournament  |              |           | Hardcourt, buiten | Tony Trabert          | Herbert Flam        | 6-1, 6-4, 6-2             |         |
| 13-09-1954        | Pacific Southwest Tournament  |              |           | Hardcourt, buiten | Vic Seixas (2)        | Tony Trabert        | 7-5, 6-3, 6-4             |         |
| 14-09-1953        | Pacific Southwest Tournament  |              |           | Hardcourt, buiten | Ken Rosewall          | Vic Seixas          | 6-3, 1-6, 6-3, 1-6, 6-4   |         |
| 15-09-1952        | Pacific Southwest Tournament  |              |           | Hardcourt, buiten | Vic Seixas (1)        | Frank Sedgman       | 6-4, 6-4, 6-4             |         |
| 10-09-1951        | Pacific Southwest Tournament  |              |           | Hardcourt, buiten | Frank Sedgman (2)     | Tony Trabert        | 6-3, 6-3, 2-6, 6-4        |         |
| 11-09-1950        | Pacific Southwest Tournament  |              |           | Hardcourt, buiten | Frank Sedgman (1)     | Ted Schroeder       | 9-7, 6-3, 6-2             |         |
| 12-09-1949        | Pacific Southwest Tournament  |              |           | Hardcourt, buiten | Pancho Gonzales (1)   | Ted Schroeder       | 6-3, 9-11, 8-6, 6-4       |         |
| 27-09-1948        | Pacific Southwest Tournament  |              |           | Hardcourt, buiten | Ted Schroeder         | Frank Parker        | 4-6, 7-9, 7-5, opgave     |         |
| 22-09-1947        | Pacific Southwest Tournament  |              |           | Hardcourt, buiten | Jack Kramer (3)       | Ted Schroeder       | 10-8, 6-4, 6-4            |         |
| 23-09-1946        | Pacific Southwest Tournament  |              |           | Hardcourt, buiten | Jack Kramer (2)       | Ted Schroeder       | 6-2, 6-8, 6-2, 8-6        |         |
| 17-09-1945        | Pacific Southwest Tournament  |              |           | Hardcourt, buiten | Frank Parker (4)      | Herbert Flam        | 6-2, 6-4                  |         |
| 18-09-1944        | Pacific Southwest Tournament  |              |           | Hardcourt, buiten | Frank Parker (3)      | William Talbert     | 6-4, 6-8, 8-6             |         |
| 20-09-1943        | Pacific Southwest Tournament  |              |           | Hardcourt, buiten | Jack Kramer (1)       | Pancho Segura       | 0-6, 6-1, 6-2             |         |
| 14-09-1942        | Pacific Southwest Tournament  |              |           | Hardcourt, buiten | Frank Parker (2)      | Pancho Segura       | 6-4, 6-1, 6-3             |         |
| 15-09-1941        | Pacific Southwest Tournament  |              |           | Hardcourt, buiten | Frank Parker (1)      | Frank Kovacs        | 7-5, 6-0, 6-1             |         |
| 16-09-1940        | Pacific Southwest Tournament  |              |           | Hardcourt, buiten | Bobby Riggs           | Don McNeill         | 5-7, 2-6, 6-0, 12-10, 6-3 |         |
| 25-09-1939        | Pacific Southwest Tournament  |              |           | Hardcourt, buiten | John Bromwich         | Franjo Punčec       | 4-6, 6-0, 6-2, 6-4        |         |
| 26-09-1938        | Pacific Southwest Tournament  |              |           | Hardcourt, buiten | Adrian Quist          | Harry Hopman        | 6-3, 0-6, 6-4, 6-4        |         |
| 20-09-1937        | Pacific Southwest Tournament  |              |           | Hardcourt, buiten | Donald Budge (3)      | Gottfried von Cramm | 2-6, 7-5, 6-4, 7-5        |         |
| 14-09-1936        | Pacific Southwest Tournament  |              |           | Hardcourt, buiten | Donald Budge (2)      | Fred Perry          | 6-2, 4-6, 6-2, 6-3        |         |
| 16-09-1935        | Pacific Southwest Tournament  |              |           | Hardcourt, buiten | Donald Budge (1)      | Roderich Menzel     | 1-6, 11-9, 6-3, opgave    |         |
| 17-09-1934        | Pacific Southwest Tournament  |              |           | Hardcourt, buiten | Fred Perry (3)        | Lester Stoefen      | 10-8, 6-4, 6-3            |         |
| 18-09-1933        | Pacific Southwest Tournament  |              |           | Hardcourt, buiten | Fred Perry (2)        | Jirō Sato           | 6-4, 1-6, 6-0, 7-5        |         |
| 19-09-1932        | Pacific Southwest Tournament  |              |           | Hardcourt, buiten | Fred Perry (1)        | Jirō Sato           | 6-2, 6-4, 7-5             |         |
| 21-09-1931        | Pacific Southwest Tournament  |              |           | Hardcourt, buiten | Ellsworth Vines (2)   | Fred Perry          | 8-10, 6-3, 4-6, 7-5, 6-2  |         |
| 22-09-1930        | Pacific Southwest Tournament  |              |           | Hardcourt, buiten | Ellsworth Vines (1)   | Gregory Mangin      | 14-12, 6-3, 6-4           |         |
| 23-09-1929        | Pacific Southwest Tournament  |              |           | Hardcourt, buiten | John Doeg             | John Van Ryn        | 8-10, 7-5, 9-7, 8-6       |         |
| 01-10-1928        | Pacific Southwest Tournament  |              |           | Hardcourt, buiten | Henri Cochet          | Christian Boussus   | 2-6, 6-4, 6-3, 6-3        |         |
| 03-10-1927        | Pacific Southwest Tournament  |              |           | Hardcourt, buiten | Bill Tilden           | Francis Hunter      | 6-2, 6-4, 6-2             |         |

## Statistieken

### Meeste enkelspeltitels
| Aantal titels | Speler           | Jaren                  |
| ------------- | ---------------- | ---------------------- |
| 4             | Andre Agassi     | 2005, 2002, 2001, 1998 |
| 4             | Jimmy Connors    | 1984, 1982, 1974, 1973 |
| 4             | Roy Emerson      | 1967, 1964, 1962, 1959 |
| 4             | Frank Parker     | 1945, 1944, 1942, 1941 |
| 3             | Sam Querrey      | 2012, 2010, 2009       |
| 3             | Arthur Ashe      | 1978, 1975, 1963       |
| 3             | Pancho Gonzales  | 1971, 1969, 1949       |
| 3             | Vic Seixas       | 1957, 1954, 1952       |
| 3             | Jack Kramer      | 1947, 1946, 1943       |
| 3             | Donald Budge     | 1937, 1936, 1935       |
| 3             | Fred Perry       | 1934, 1933, 1932       |
| 2             | Tommy Haas       | 2006, 2004             |
| 2             | Michael Chang    | 2000, 1996             |
| 2             | Pete Sampras     | 1999, 1991             |
| 2             | Richard Krajicek | 1993, 1992             |
| 2             | John McEnroe     | 1986, 1981             |
| 2             | Gene Mayer       | 1983, 1980             |
| 2             | Stan Smith       | 1977, 1972             |
| 2             | Rod Laver        | 1970, 1968             |
| 2             | Frank Sedgman    | 1951, 1950             |
| 2             | Ellsworth Vines  | 1931, 1930             |

### Meeste enkelspeltitels per land
| Aantal titels | Land                |
| ------------- | ------------------- |
| 59            | Verenigde Staten    |
| 11            | Australië           |
| 4             | Duitsland           |
| 3             | Verenigd Koninkrijk |
| 2             | Nederland           |
| 2             | Zweden              |